# Dixon-földirigó
A Dixon-földirigó (Zoothera dixoni) a madarak (Aves) osztályának verébalakúak (Passeriformes) rendjébe, ezen belül a rigófélék (Turdidae) családjába tartozó faj.

## Rendszerezése
A fajt Henry Seebohm angol zoológus írta le 1881-ben, a Geocichla nembe Geocichla dixoni néven. Tudományos faji és magyar nevét Charles Dixon, angol ornitológus tiszteletére kapta.

## Előfordulása
Bhután, Kína, India, Laosz, Mianmar, Nepál, Thaiföld és Vietnám területén honos. Természetes élőhelyei a mérsékelt övi erdők, szubtrópusi vagy trópusi hegyi esőerdők, és cserjések, folyók és patakok környékén, valamint szántóföldek. Magaslati vonuló.

## Megjelenése
Testhossza 25 centiméter, a testtömege 71-103 gramm. A Himalájában könnyen összetéveszthető a léprigóval (Turdus viscivorus), azonban a Dixon-földirigó háti része olíva-zöldes, a begye csíkos, a szárnyain pedig két-két sáv van.

## Életmódja
A talajon keresi a táplálékát.

## Természetvédelmi helyzete
Az elterjedési területe rendkívül nagy, egyedszáma pedig ismeretlen. A Természetvédelmi Világszövetség Vörös listáján nem fenyegetett fajként szerepel.